# Liste des maires d'Arras
Cet article liste les maires de la commune d'Arras, commune du Pas-de-Calais.

## Liste des maires
| Nom                                                                        | Nom                                                            | Nom                                        | Début du mandat  | Fin du mandat    | Parti                  | Notes |
| -------------------------------------------------------------------------- | -------------------------------------------------------------- | ------------------------------------------ | ---------------- | ---------------- | ---------------------- | --- |
|                                                                            | Simon Favrel                                                   |                                            | 1262             |                  |                        | |
| Les données manquantes sont à compléter.                                   |                                                                |                                            |                  |                  |                        | |
|                                                                            | Jehan de Sacquespée                                            |                                            | 1414             | 1416             |                        | Seigneur de Baudimont, conseiller du duc de Bourgogne, receveur des aides en Artois |
|                                                                            | Adrien de Saint-Vaast                                          |                                            | 1416             | 1422             |                        | |
|                                                                            | Jehan de Sacquespée                                            |                                            | 1422             | 1424             |                        | Seigneur de Baudimont, conseiller du duc de Bourgogne, receveur des aides en Artois |
|                                                                            | Jean Paris                                                     |                                            | 1424             | 1427             |                        | |
|                                                                            | Jehan de Sacquespée                                            |                                            | 1427             | 1433             |                        | Seigneur de Baudimont, conseiller du duc de Bourgogne, receveur des aides en Artois |
|                                                                            | Jean Paris                                                     |                                            | 1433             | 1436             |                        | |
|                                                                            | Collart Leborgne                                               |                                            | 1436             | 1439             |                        | |
|                                                                            | Antoine Sacquespée                                             |                                            | 1439             | 1440             |                        | |
|                                                                            | Jehan de Sacquespée                                            |                                            | 1440             | 1441             |                        | Seigneur de Baudimont, conseiller du duc de Bourgogne, receveur des aides en Artois |
|                                                                            | Pippelart                                                      |                                            | 1441             | 1444             |                        | |
|                                                                            | Antoine Sacquespée                                             |                                            | 1444             | 1446             |                        | |
|                                                                            | Guillaume Lefèvre                                              |                                            | 1446             | 1447             |                        | |
|                                                                            | Jacques Valois                                                 |                                            | 1447             | 1449             |                        | |
|                                                                            | Guillaume Lefèvre                                              |                                            | 1449             | 1451             |                        | |
|                                                                            | Jacques Valois                                                 |                                            | 1451             | 1453             |                        | |
|                                                                            | Jacques Lejosne                                                |                                            | 1453             | 1468             |                        | |
|                                                                            | Jehan Lejosne                                                  |                                            | 1468             | 1477             |                        | |
|                                                                            | Michel de Bernemicourt                                         |                                            | 1477             | 1478             |                        | |
|                                                                            | Nicolas Le Borgne                                              |                                            | 1478             | 1484             |                        | |
|                                                                            | Jean de Beaumont                                               |                                            | 1484             | 1486             |                        | |
|                                                                            | Nicolas Le Borgne                                              |                                            | 1486             | 1499             |                        | |
|                                                                            | Jean Le Maire                                                  |                                            | 1499             | 1504             |                        | |
|                                                                            | Louis Le Maire                                                 |                                            | 1504             | 1517             |                        | |
|                                                                            | Pierre Lallart                                                 |                                            | 1517             | 1531             |                        | |
|                                                                            | Nicolas Le Ser                                                 |                                            | 1531             | 1536             |                        | |
|                                                                            | Nicolas Lefot                                                  |                                            | 1536             | 1540             |                        | |
|                                                                            | Jean de Loueuses                                               |                                            | 1540             | 1549             |                        | |
|                                                                            | Jean Couronnel                                                 |                                            | 1549             | 1553             |                        | |
|                                                                            | Louis de Blondel                                               |                                            | 1553             | 1560             |                        | |
|                                                                            | Philippe Le Prévost                                            |                                            | 1560             | 1574             |                        | |
|                                                                            | Ponthus d'Assonville                                           |                                            | 1574             | 1578             |                        | |
|                                                                            | Pierre Dervillers                                              |                                            | 1578             | 1598             |                        | |
|                                                                            | Antoine Le Merchier                                            |                                            | 1598             | 1600             |                        | |
|                                                                            | Nicolas Du Val                                                 |                                            | 1600             | 1613             |                        | |
|                                                                            | Jacques Du Val                                                 |                                            | 1613             | 1640             |                        | |
|                                                                            | Antoine de Belvalet                                            |                                            | 1640             | 1654             |                        | |
|                                                                            | Ignace de Belvalet                                             |                                            | 1654             | 1692             |                        | |
|                                                                            | Nicolas-François Boucquel                                      |                                            | 1692             | 1717             |                        | |
|                                                                            | François Deslyons                                              |                                            | 1717             | 1718             |                        | |
|                                                                            | Nicolas-François Boucquel                                      |                                            | 1718             | 1729             |                        | |
|                                                                            | Guislain-Joseph Quarré                                         |                                            | 1729             | 1742             |                        | Seigneur du Repaire |
|                                                                            | Charles-Guislain-Alexandre Boucquel                            |                                            | 1742             | 1754             |                        | Seigneur du Valhuon |
|                                                                            | Quarré de Chelers                                              |                                            | 1754             | 1764             |                        | |
|                                                                            | Charles Louis Alexandre                                        |                                            | 1764             | 1765             |                        | Marquis de Beauffort |
|                                                                            | Adrien-Antoine de Blocquel de Croix                            |                                            | 1765             | 1768             |                        | Baron de Wismes |
|                                                                            | Charles Louis Alexandre                                        |                                            | 1768             | 1771             |                        | Marquis de Beauffort |
|                                                                            | Adrien-Antoine de Blocquel de Croix                            |                                            | 1771             | 1776             |                        | |
|                                                                            | César François Raulin de Belval                                |                                            | 1776             | 1781             |                        | |
|                                                                            | Ignace Godefroy                                                |                                            | 1781             | 1784             |                        | Comte de Lannoy, seigneur de Beaurepaire |
|                                                                            | César François Raulin de Belval                                |                                            | 1784             | 1787             |                        | |
|                                                                            | Eugène-François-Marie Lamoral (1733-1794)                      |                                            | 1787             |                  |                        | Baron d'Aix |
| Révolution - Ier Empire - Restauration - IIe République - IIe Empire       |                                                                |                                            |                  |                  |                        | |
|                                                                            | Ferdinand-Marie-Antoine Dubois de Hoves de Fosseux (1742-1817) |                                            | 25 janvier 1790  | 30 juillet 1790  |                        | |
|                                                                            | François Fromentin de Sartel (1752-1811)                       |                                            | 30 juillet 1790  |                  |                        | Écuyer, seigneur de Sartel Président du conseil général du Pas-de-Calais de 1809 à 1810 |
|                                                                            | Joseph Le Bon (1765-1795)                                      |                                            | 1792             |                  |                        | |
|                                                                            | Ferdinand-Marie-Antoine Dubois de Hoves de Fosseux (1742-1817) |                                            | 10 janvier 1794  | février 1794     |                        | |
|                                                                            | M. Berlier                                                     |                                            | 1794             |                  |                        | |
|                                                                            | M. Danten                                                      |                                            | juillet 1794     | 18 mai 1795      |                        | |
|                                                                            | M. Le Cocq                                                     |                                            | 1795             |                  |                        | |
|                                                                            | Jacques Louis Nicolas Vaillant (1742-1813)                     |                                            | 1804             |                  |                        | ex-Constituant |
|                                                                            | Pierre Mathias Joseph Wartelle (1773-1856)                     |                                            | 1813             |                  |                        | 1er baron d'Herlincourt et de l'Empire (9 octobre 1813), président du conseil général du Pas-de-Calais (1816-1824), gendre de Jacques Louis Nicolas Vaillant |
|                                                                            | Baron Bon Joseph Lallart de Gommecourt (1779-1848)             |                                            | 24 janvier 1816  | 1821             |                        | Député du Pas-de-Calais (1815 → 1816 et 1820 → 1824) |
|                                                                            | Jacques Louis Joseph Maïoul de Sus-Saint-Léger (1768-1839)     |                                            | 1821             | 24 janvier 1826  |                        | Propriétaire |
|                                                                            | Léopold de Hauteclocque (1797-1867)                            |                                            | 25 janvier 1826  | 30 juillet 1830  | Légit.                 | Démis de ses fonctions et contraint à l'exil à la suite des Trois Glorieuses |
|                                                                            | Jacques-François Dudouit (1772-1861)                           |                                            | 1830             | 1837             |                        | Juge au tribunal civil Conseiller général d'Arras-Nord (1833 → 1848) |
|                                                                            | Maurice Colin (1800-1878)                                      |                                            | 1837             | 1847             |                        | |
|                                                                            | Hippolyte Plichon (1803-1887)                                  |                                            | 1848             | 1870             | Droite                 | Médecin, propriétaire du château de Beaurainville Député du Pas-de-Calais (1849 → 1851) Conseiller général d'Arras-Nord (1848 → 1871) |
| IIIe République - État français                                            |                                                                |                                            |                  |                  |                        | |
|                                                                            | Ernest Deusy (1823-1897)                                       |                                            | 6 septembre 1870 | 1879             | Républicain            | Avocat Député du Pas-de-Calais (1876 → 1877 et 1878 → 1881) Conseiller général de Bapaume (1871 → 1895) |
|                                                                            | Louis Ricouart (1827-1911)                                     |                                            | 10 juin 1879     | 14 août 1880     |                        | Propriétaire Fait fonction de maire |
|                                                                            | Léon Renaud-Cordonnier                                         |                                            | 15 février 1881  | 1883             |                        | |
|                                                                            | Charles Bourgois                                               |                                            | 1883             | 1884             |                        | |
|                                                                            | Émile Legrellé (1821-1899)                                     |                                            | 18 mai 1884      | 5 octobre 1899   | Républicain            | Banquier Conseiller général d'Arras-Nord (1878 → 1898) Décédé en fonction |
|                                                                            | Adolphe Lenglet (1856-1903)                                    |                                            | 1899             | 2 août 1903      | Républicain            | Adjoint au maire (1884 → 1899) Conseiller général d'Arras-Nord (1898 → 1903) Conseiller d'arrondissement (1883 → ?) Décédé en fonction |
|                                                                            | Eugène Minelle                                                 |                                            | 4 septembre 1903 | 19 mai 1912      |                        | Juge au tribunal de commerce |
|                                                                            | Louis Rohard-Courtin (1840-1922)                               |                                            | 19 mai 1912      | 10 décembre 1919 |                        | Imprimeur Premier adjoint au maire (1903 → 1912) |
|                                                                            | Victor Leroy (1856-1922)                                       |                                            | 10 décembre 1919 | 28 novembre 1922 |                        | Droguiste Décédé en fonction |
|                                                                            | Gustave Lemelle (1872-1944)                                    |                                            | 12 janvier 1923  | 19 mai 1929      |                        | Avocat Premier adjoint au maire (1919 → 1923) Député du Pas-de-Calais (1928 → 1932) |
|                                                                            | Désiré Delansorne (1862-1937)                                  |                                            | 19 mai 1929      | 17 novembre 1937 |                        | Garagiste, ancien coureur cycliste Décédé en fonction |
|                                                                            | Fernand Lobbedez (1874-1944)                                   |                                            | 26 décembre 1937 | 1941             | PRRRS                  | |
|                                                                            | Lucien Gaillard (1867-1944)                                    |                                            | 20 mai 1941      | 1944             |                        | |
| Gouvernement provisoire de la République française - IVe et Ve Républiques |                                                                |                                            |                  |                  |                        | |
|                                                                            | René Méric (1895-1952)                                         |                                            | 26 février 1944  | 13 mai 1945      | SFIO                   | Chef d’entreprise, résistant Nommé par le Comité local de libération |
|                                                                            | Guy Mollet (1905-1975)                                         | Photo de Guy Mollet en 1956                | 15 mai 1945      | 3 octobre 1975   | SFIO puis PS           | Professeur Président du Conseil (1956 → 1957) Ministre d'État Député du Pas-de-Calais (1945 → 1975) Conseiller général d'Arras-Sud (1945 → 1949) Président du conseil général du Pas-de-Calais (1945 → 1946) Secrétaire général de la SFIO (1946 → 1969) Décédé en fonction                             |
|                                                                            | Léon Fatous (1926-2023)                                        |                                            | 29 novembre 1975 | 25 juin 1995     | PS                     | Agent commercial Député européen (1984 → 1989) Sénateur du Pas-de-Calais (1992 → 2001) Conseiller général d'Arras-Nord (1967 → 1979) Conseiller général d'Arras-Ouest (1982 → 1987) Président du District urbain de la région d'Arras (1983 → 1995) Ancien suppléant du député Guy Mollet (1967 → 1973) |
|                                                                            | Jean-Marie Vanlerenberghe (1939- )                             | Photo de Jean-Marie Vanlerenberghe en 2008 | 25 juin 1995     | 14 novembre 2011 | UDF-CDS puis MoDem     | Ingénieur Sénateur du Pas-de-Calais (depuis 2001) Conseiller régional (1986 → ?) Président de la communauté urbaine d'Arras (1995 → 2011) Démissionnaire |
|                                                                            | Frédéric Leturque (1968- )                                     | Photo de Frédéric Leturque                 | 14 novembre 2011 | En cours         | MoDem puis UDI puis LC | Conseiller régional (depuis 2015) Président de la communauté urbaine d'Arras (depuis 2020) |

## Pour approfondir